# Firenzei Köztársaság
A Firenzei Köztársaság (latinul: Res publica Florentina, olaszul: Repubblica Fiorentina) egy független városállam volt Észak-Itáliában 1115–1185 és 1197–1532 között. Firenze városában, Toszkána régióban jött létre, de hamarosan kiterjedt Toszkána északi és középső részére is, és az egyik legfontosabb szerepet kezdte betölteni az itáliai politika világában. Egy összetett kormányzati rendszert hozott létre, amely azon alapult, hogy a hatalmat nem egyetlen személy bitorolja, és az állampolgárokat bevonják az állami szervek kialakításába, működtetésébe.
A 13. és 14. században Firenze gazdasági fejlődése nemcsak Itália, hanem Európa egyik legfejlettebb országává tette. Ott született meg először a kézművesipar, és társadalmi konfliktusok kezdődtek a bérmunkások és a munkaadók között. 1434-ben Firenzében a Medici-dinasztia került hatalomra, ezalatt az ország átalakult. A 14. században a városállam az olasz reneszánsz vezető központja lett, amelynek főszereplői: Dante Alighieri, Francesco Petrarca, Giovanni Boccaccio, Leonardo da Vinci, Michelangelo, Niccolò Machiavelli és még sokan mások.

## Galéria

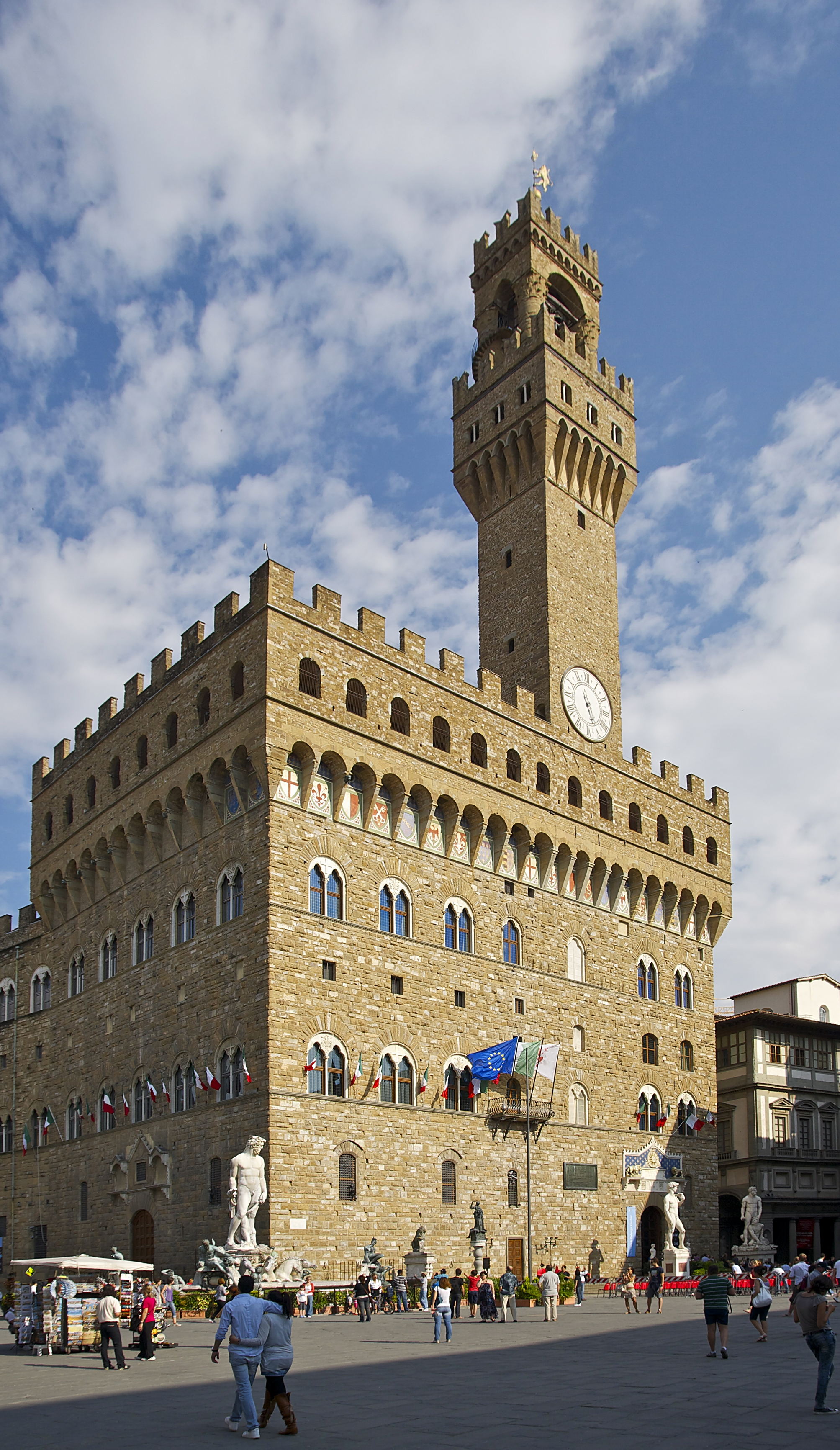
A Palazzo Vecchio, az előkelők székhelye, 1300 körül
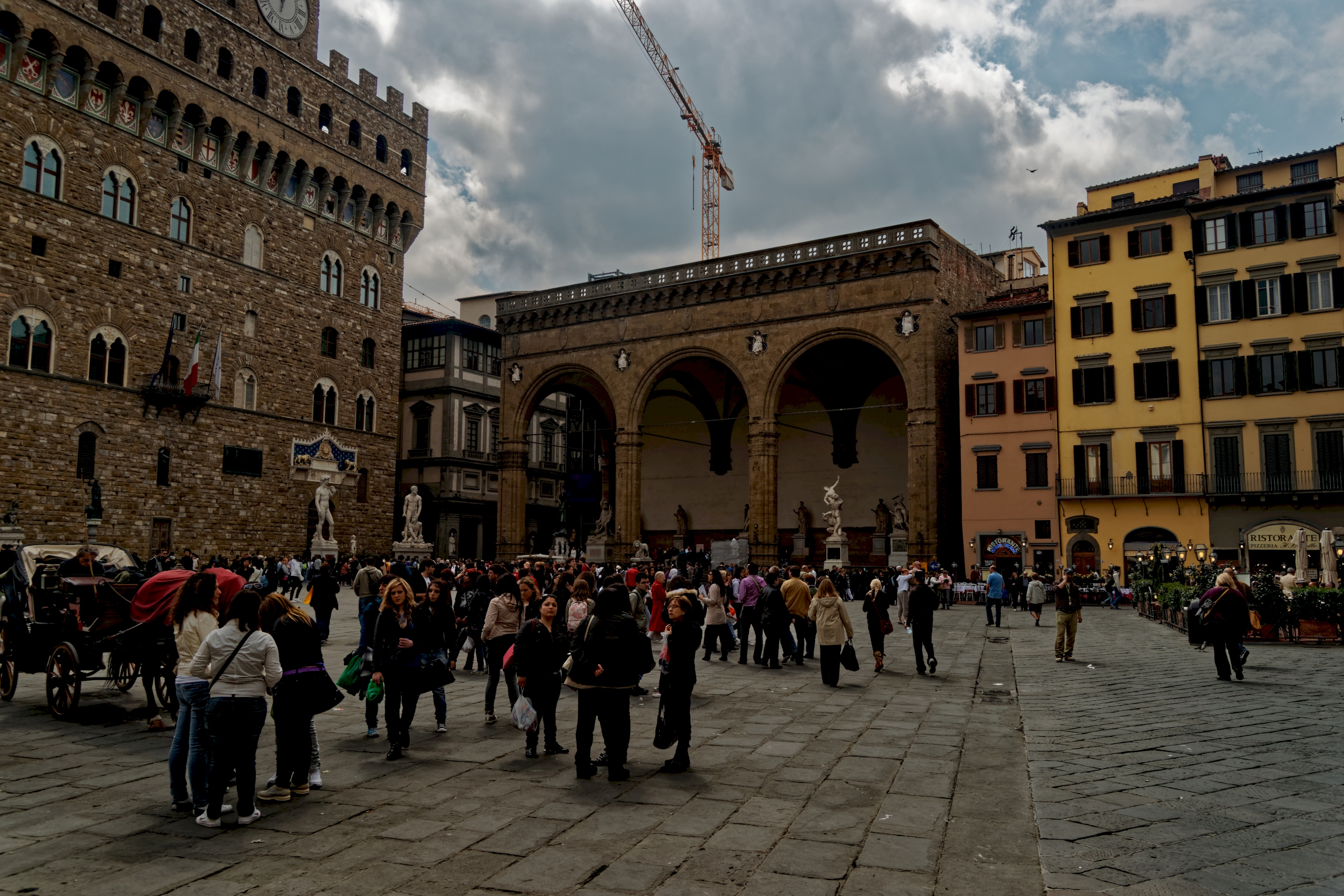
A Piazza della Signoria
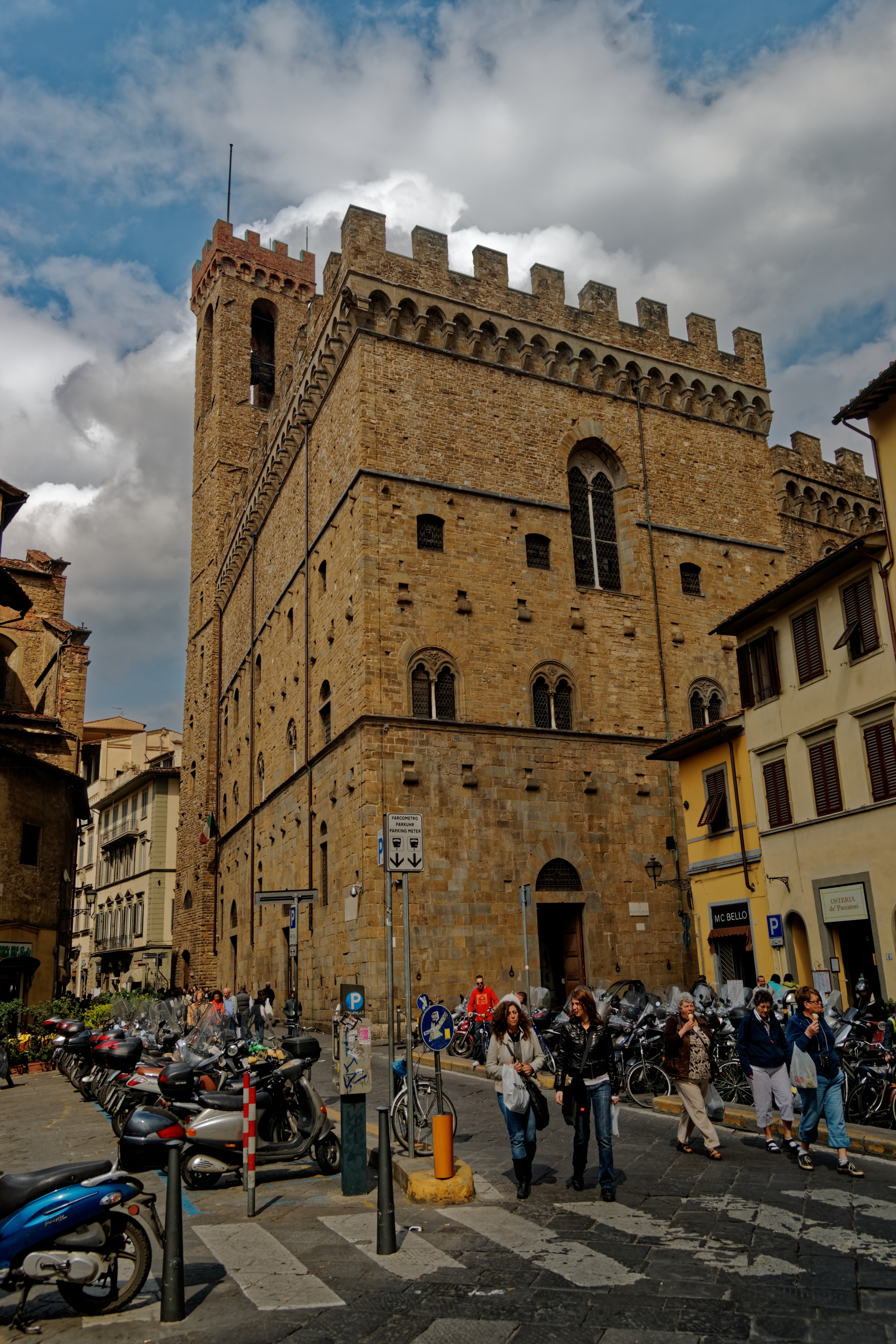
A Palazzo del Bargello, a firenzei kormánynak és hivatalának székhelye
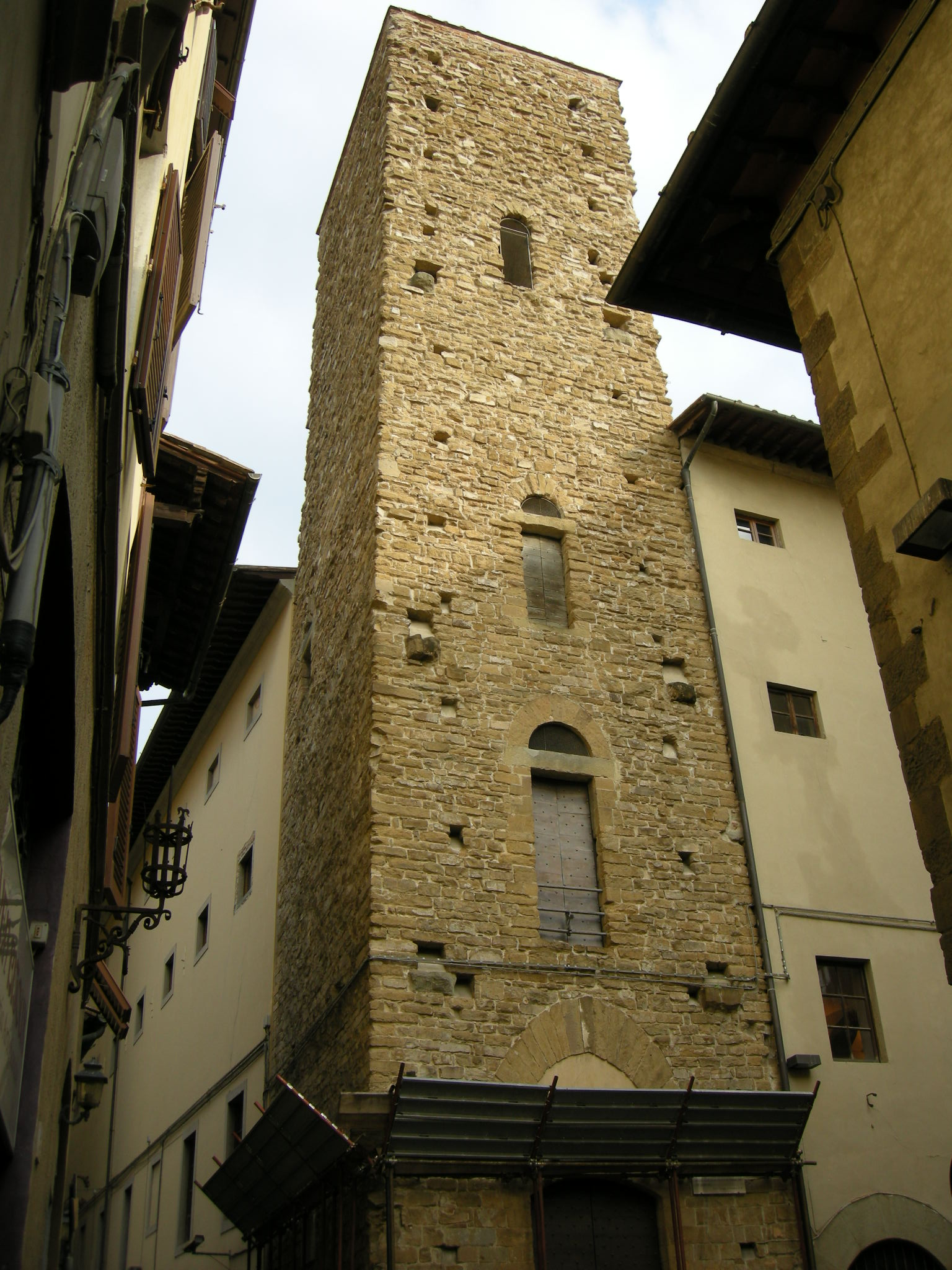
Torre della Castagna, a firenzei kormány székhelye
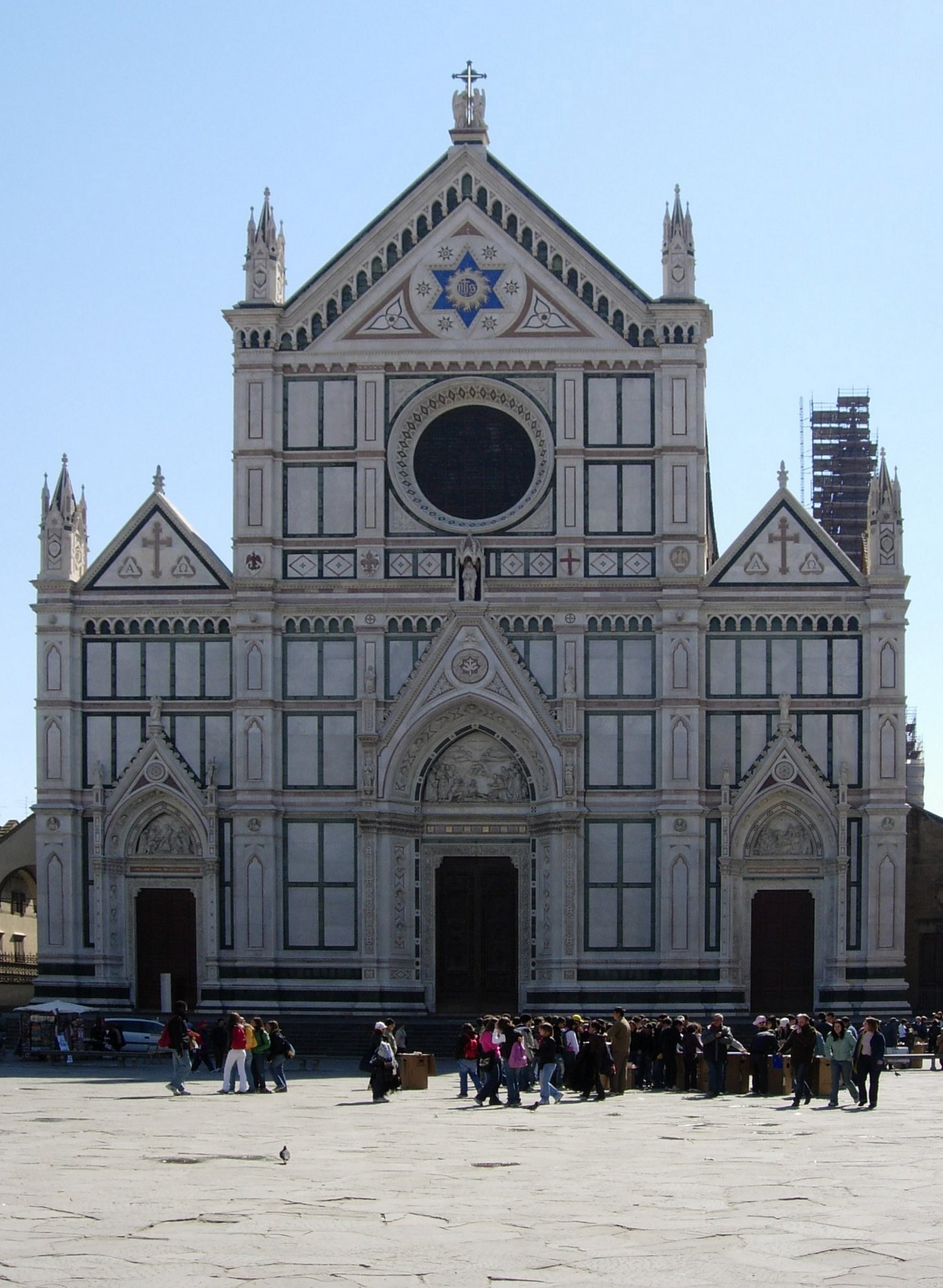
A Santa Croce (Firenze)
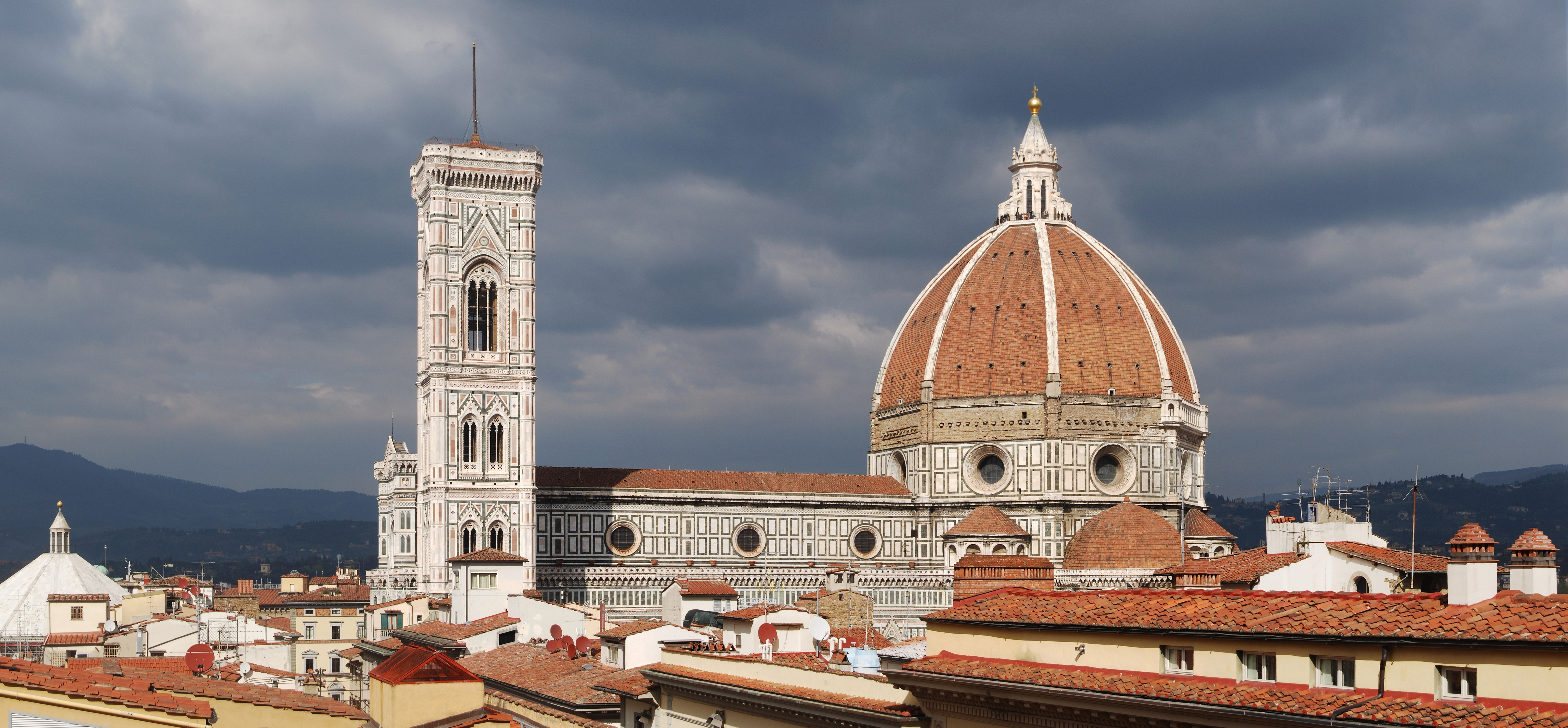
A Firenzei dóm, 1200 körül
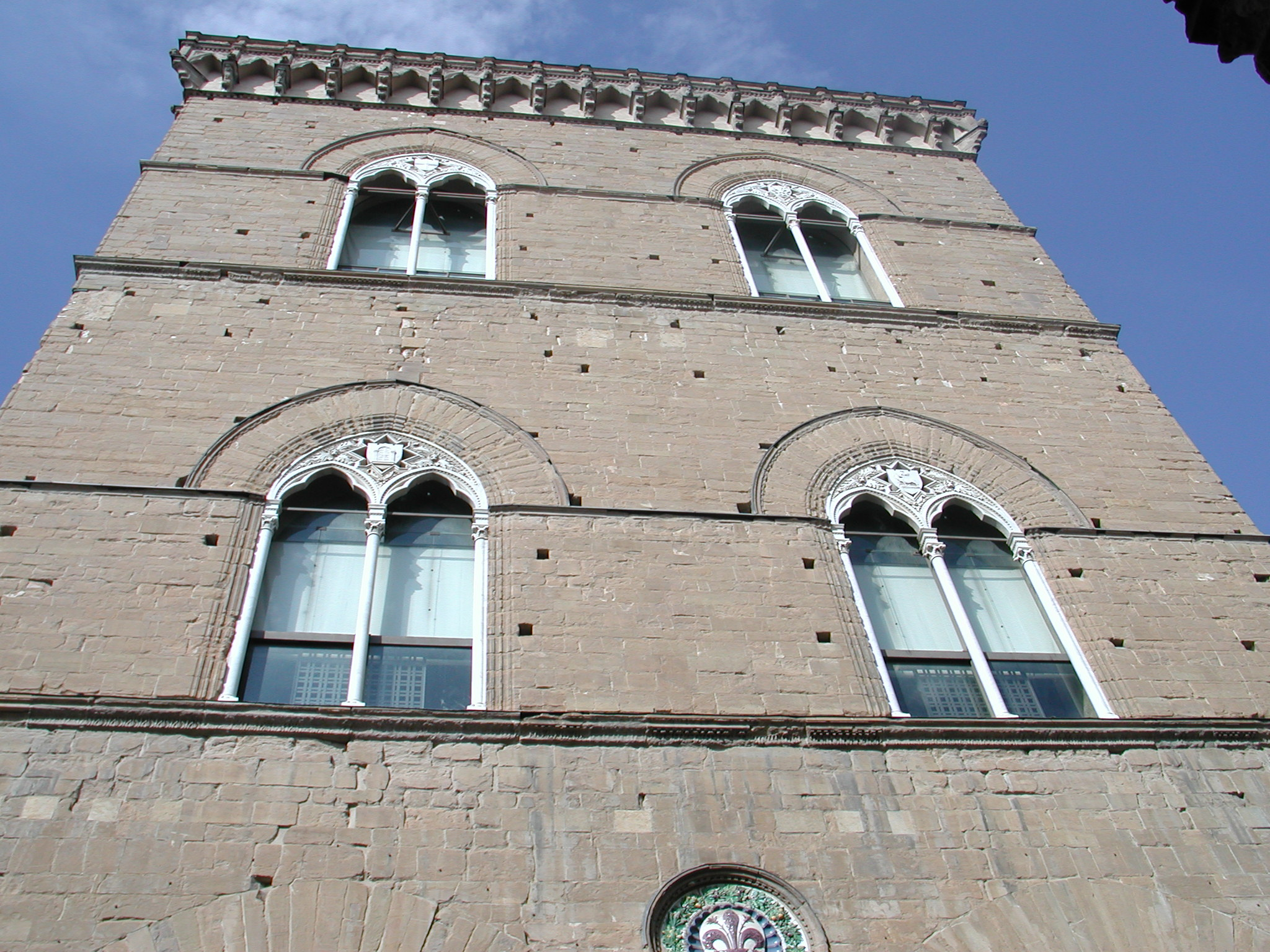
Orsanmichele
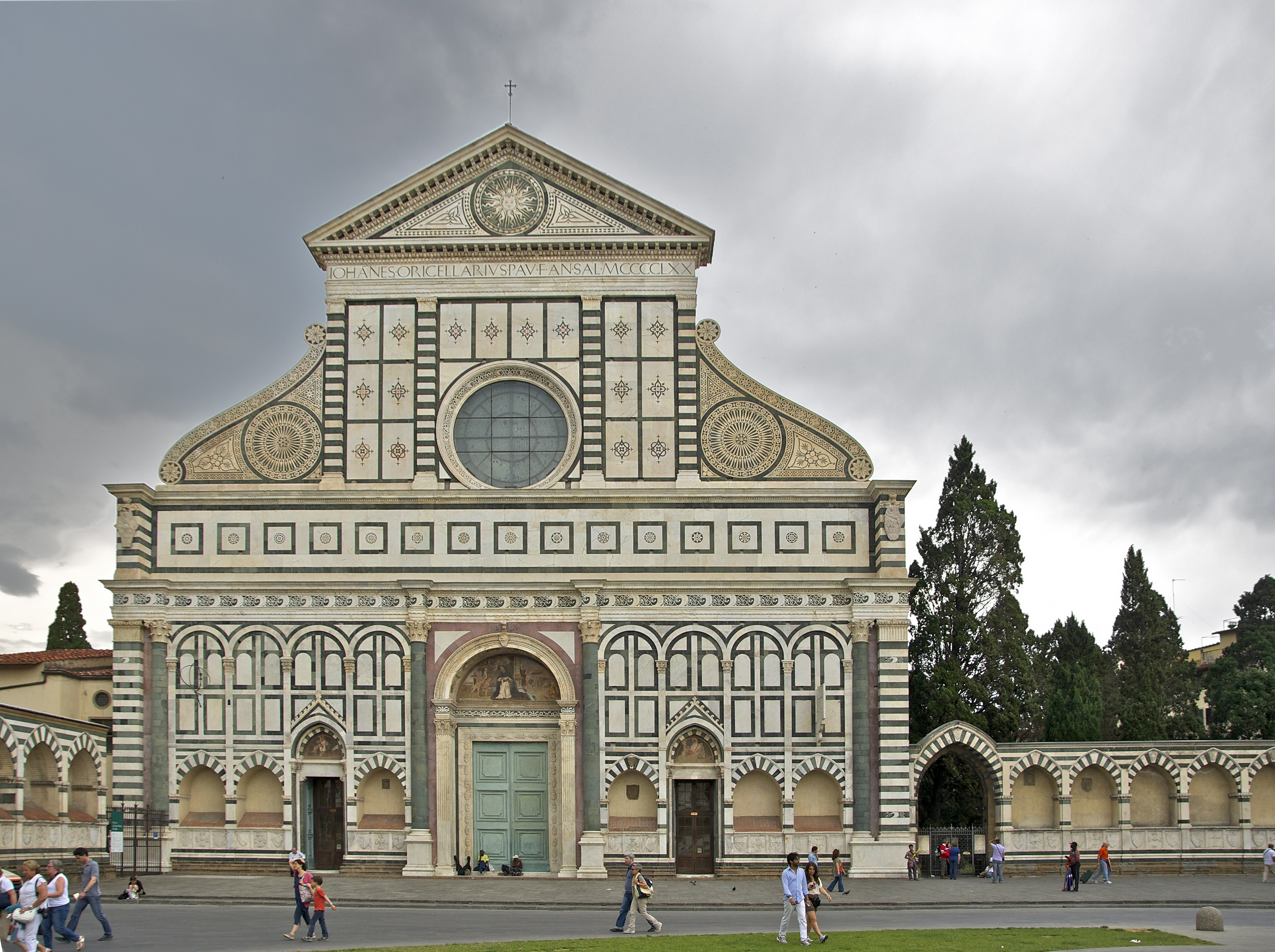
A Santa Maria Novella
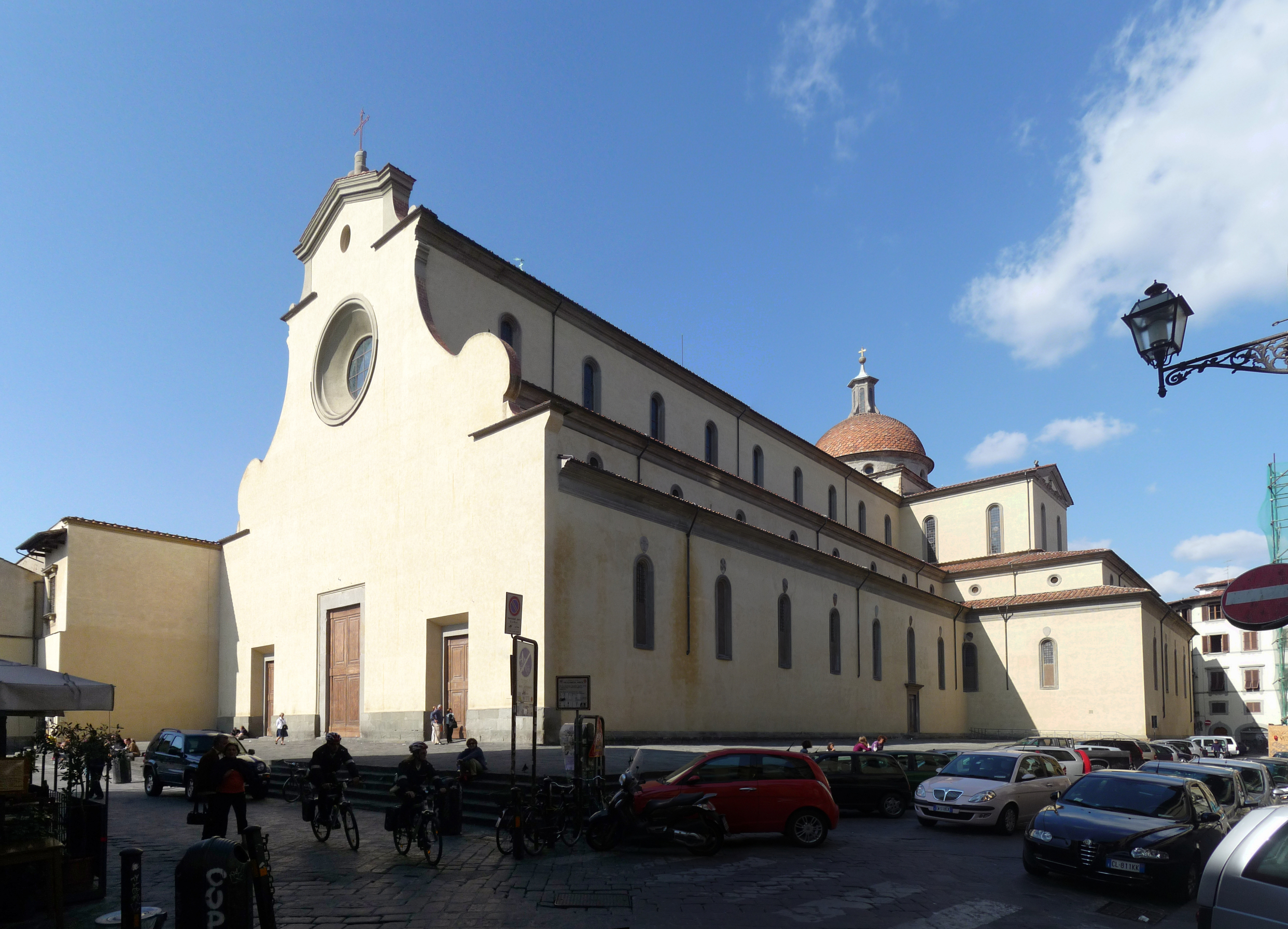
A Santo Spirito
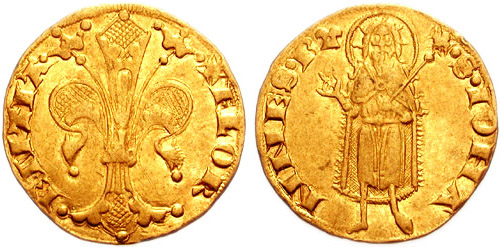
Firenzei forint, 1347-ből
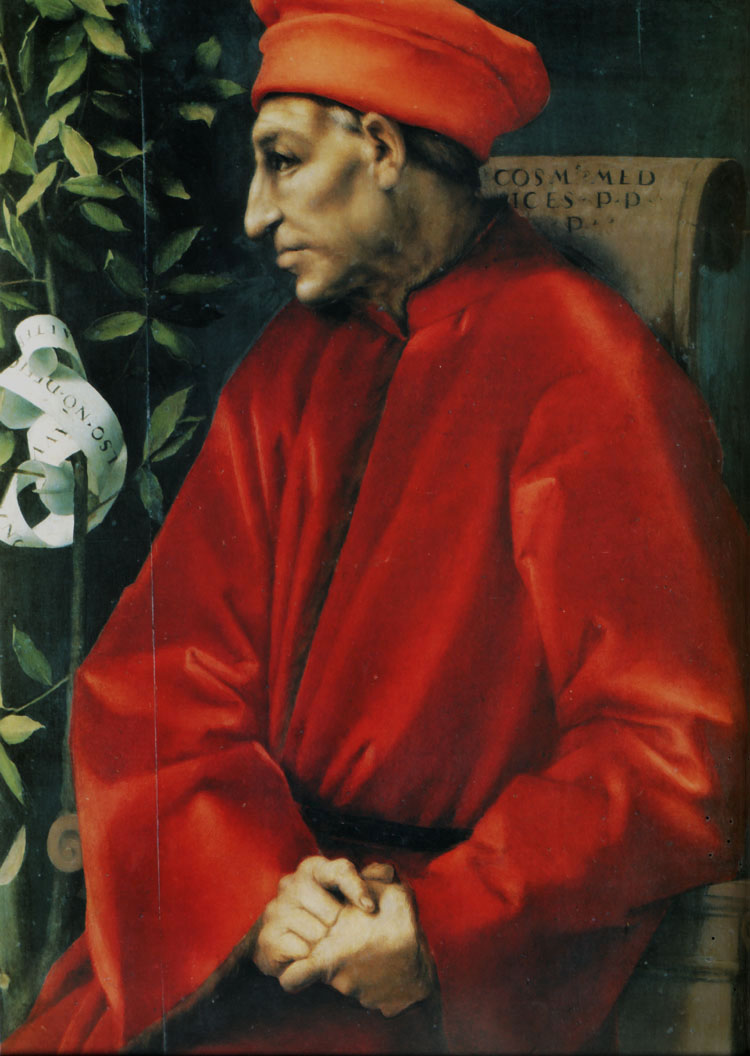
Cosimo de’ Medici, a dinasztia alapítója

## Fordítás
Ez a szócikk részben vagy egészben  a(z)   Република Фиренца című macedón Wikipédia-szócikk ezen változatának fordításán alapul.  Az eredeti cikk szerkesztőit annak laptörténete sorolja fel. Ez a jelzés csupán a megfogalmazás eredetét és a szerzői jogokat jelzi, nem szolgál a cikkben szereplő információk forrásmegjelöléseként.